# 东北军学兵队
东北军学兵队是1936年张学良在北平与华北各地招收东北流亡学生与华北知识青年编成的一支东北军的学兵队伍，总计约400余人，实际受中共东北军工委掌握与领导。其中很多人成为中共高级领导干部。

## 历史
1935年夏，共产国际七大通过了在各国建立最广泛的反法西斯人民阵线。1935年中共驻共产国际代表团以中国共产党中央委员会和中华苏维埃共和国临时中央政府的名义公布了《八一宣言》。1935年12月长征到达陕北的中共中央根据共产国际的新路线，召开政治局会议（瓦窑堡会议），确定了抗日民族统一战线，首先要做东北军的争取工作。1936年4月9日至10日，张学良与周恩来秘密举行了肤施会谈。1936年5月初，北方局在天津决定成立中共东北军工作委员会，书记刘澜波，由北方局柯庆施直接领导；1936年7、8月改为中央直接领导，周恩来负责。1936年7月初，张学良与地下党负责人宋黎谈办军校问题，张学良担心南京当局不会同意，举定办一个学兵队，放在卫队二营。由宋黎、参秘室主任应德田、卫队二营营长孙铭九具体筹办。“目的是把他们培养成新的血液，输送到各部队中去，以便改造部队，为抗日做准备。”
1936年8月，宋黎通过北方局安排北平地下党组织为学兵队招收学员，招来的大部分是参加过一二九运动的大中学生，不少是民先队员，一部分是社会进步青年，少部分是身份暴露不宜继续在华北的地下党员。共计110余人，在西直门车站乘坐3节闷罐军列赴西安，途中成立临时党工委，书记郭峰。1936年9月18日，东北军学兵队在西安正式成立。第二批120人于10月下旬到达西安，由赵天野带队。第三批200多人，由关时润（吴俊如，参密室参谋）和吴铎两人去北平联系的，时值西安事变爆发，北平当局阻挠，因而这批人员分散了，一部分辗转到西安，一部分去了延安。除此之外，还有十几名学生队员，是东北军子弟及西安各救亡团体介绍的。
第一、第二、第三批学兵分别编为学兵一连、四连、三连。驻西安东城门楼子。队长康博缨，队附于维哲分任，队附孙巨奎专门负责对外联络工作。各分队长一律由东北军各军师中挑选，各班班长则由手枪营中选调，另由每班学生中选一名副班长，也叫政治班长。军事训练计划由于维哲负责拟定，确定以三个月为一期，以完成连的制式教练和战斗教练为初步目标。上午学军事（步兵操典、射击、筑城、测绘），下午学政治（马列哲学、政治经济学、时事教育、中苏革命史、抗日民族统一战线等内容），晚上自习或开会讨论，建立俱乐部，开展抗日文化活动。张寒晖创作的著名抗日歌曲《松花江上》就是通过学兵队传唱出去的。西安事变发生时，学兵队的党员由入学时的20余人发展到200余人。西安事变爆发后，学兵队奉命在西安城各目标执行警备任务，兵释放被关押在俘虏收容所”的政治犯，主要是红军西路军失散人员、妇女、少年400多人，其中王屏、尹先炳（红军连长）、魏国运（魏贵银，红军指导员）、郭奠源（郭根堂，山西省荣河县人）、黄胜科等人编入学兵三连，30多名十几岁的少年红军编为一个小宣传队随队演出宣传，其他人员由东救的高锦明负责送回陕北。“双十二事变”后两三天，张学良决定以卫队二营学兵队的底子（大部分都到前线各军、师做政治工作去了）和伪“俘虏收容所”的老红军同志们为基础成立了“学生抗日先锋军”，地址就在伪“俘虏收容所”。
西安事变和平解决后，学兵队编为五个宣传大队，何畏之、赵天野、王建中、侯晓岚、李正南分任大队长，下到东北军的5个军担任各团宣传员，从事政治宣传工作，代替了国民党的政训处。二二事件后，各军驱逐了宣传大队，到邠州冀中，学兵队改编为青年训练班，班主任洪舫，代主任郭维城，党总支下设7个支部，随东北军东调安徽省怀远县，途径咸阳改编为军官差遣二队，1937年5月被解散，其中40余人赴延安，百余人到东北军各部担任地下党工委职务直到1938年根据中央指示陆续撤出东北军。

## 著名成员
- 郭峰（高翔）：辽宁省委第一书记
- 宋黎：辽宁省政协主席
- 张庆泰：辽宁省人大副主任
- 任志远：辽宁省政协副主席
- 卫之：辽宁省政协副主席
- 金铁群：辽宁大学党委书记。辽宁省顾问委员会委员
- 吴铎（吴志勤）：辽宁省委秘书长。吉林省第五届人大常委会副主任，党组成员。
- 李芳园（李都）
- 赵书选（赵天野）：东北局统战部秘书长，吉林省委常委、秘书长，吉林省第五届人大常委会副主任、党组副书记。
- 张慎斋（张折）
- 曲宗杰（曲径）：辽宁省副省长，辽宁省第四届政协副主席
- 孙宝田（申东黎）：鞍山钢铁公司党委书记、沈阳市委书记、沈阳地委第一书记
- 张化东：中国国际贸促会代理主席
- 王建中：中国人民解放军空军后勤部副政委兼政治部主任、空军修建部副政委、空军后勤部副部长。中国人民解放军开国大校。
- 王林：作词家。河北省文联副主席。
- 徐瑞林：作曲家。通县地委第一书记、桂林地委第一书记，广西区委宣传部部长，河北省副省长、河北省第五届政协副主席
- 梁彦
- 韩涛（邹宝骧，1913年1月1日 — 2009年1月19日）：辽阳后三块石人，与邹大鹏、邹鲁风是兄弟。1936年11月在学兵队入党。1939年赴革延安，在抗大总校3大队6队、抗大3分校4队、训练部师资班学习。1941年7月至1945年9月，先后在延安军事学院抗大3分校、绥德抗大总校干训队、抗大4大队1队和抗大总校任协理员、副书记、副指导员、主任教员和宣教干事等职。抗战胜利后，派回家乡辽阳开展革命工作，与邹大鹏、邹鲁风兄弟在家乡重逢。任辽阳县区长、县委宣传部长、辽南铁路办事处主任、海城高中校长等职务。1949年后任辽阳师范学校校长、沈阳农学院秘书处长、东北农林学院办公室主任、政治研究室主任，1953年10月至1959年10月任东北农学院党委副书记、院长助理。1978年1月起任黑龙江大学党委常委、副校长，1978年10月任黑龙江大学党委副书记、校长直至1983年9月离休、享受副省级医疗待遇。
- 张桂
- 汪洋（1913—1942），原名汪之正，字诚斋，号洪波。出生于山东省东阿县夹河乡顾庄村。1935年从山东省立第一乡村师范当小学教员。1936年在东北军学兵队入党。抗战爆发后与谷牧到山东组织抗日武装。1938年初组建鲁南第一支抗日武装—十字路抗日游击大队。1938年2月编入八路军山东纵队第四支队第三团任团长兼政委。1938年7月第四支队第二、第三团合并为第二团，汪洋任政委，团长钱钧，被中共苏鲁豫皖边区省委命名为“钢二团”。1939年秋任第四支队政治部主任。1940年8月，支队改旅建制，任第一旅政治部主任。1941年夏，调任八路军山东纵队第四旅政治委员。1941年底，第四旅与泰山军分区合编为八路军鲁中军区第一军分区，任军分区政委兼鲁中第一地委书记。1942年10月17日拂晓，日伪军六千余人分六路合击泰山抗日根据地，包围驻在莱芜北部山区茶叶口一带的地委党政军机关，汪洋率部作战牺牲，时年29岁。
- 尚效飞
- 林建华（1913—2001）
- 谷牧（刘景希) 国务院副总理
- 王远音(1915.6―1942.5)，原名王鸿业，字龙文，五台县豆村镇泗阳村人。任八路军冀中军区第八军分区政治委员，于肃宁县张庄战斗牺牲，时年27岁。
- 霍志德
- 何畏之
- 谷小波（1912年7月-2006年8月22日），河北定县人，1932年从北平中国大学毕业，在北平东北军卫队团任文书。1936年在学兵队入党。双十二剧团团员。1937年10月起先后任定县动员会组织部部长、支部书记，晋县党工作委员会书记、晋县动员会主任，深泽县政府县长，冀中区八专署专员，晋察冀分局党校组教科副科长，八路军驻津办事处副主任，冀中区公安局侦察科科长。1949年1月任中共天津市一区区委书记，天津市总工会秘书长、副主席，天津市总工会主席、中共天津市委常委，中共河北省委常委、工业部部长。1962年起，任驻苏丹大使、驻达荷美大使、驻约旦大使。1982年离休。
- 李伟
- 伊洪
- 王随蓬
- 程牧
- 孙毅人
- 刘杰
- 罗立彬
- 张加洛：南京军区后勤部副政委，开国少将，水利电力部政治部主任。1978年任全国人大常委会副秘书长
- 纪亭榭：开国少将。中国人民解放军海军航空兵部参谋长
- 金振钟：开国少将。武汉军区后勤部部长，总后勤部营房部部长。
- 罗杰：开国少将。